# An Spidéal
An Spidéal (in inglese Spiddal) è un piccolo villaggio della Contea di Galway, nella Repubblica d'Irlanda.
Fa parte della Gaeltacht del Connemara, dove si parla la lingua irlandese come prima lingua.

## Geografia fisica

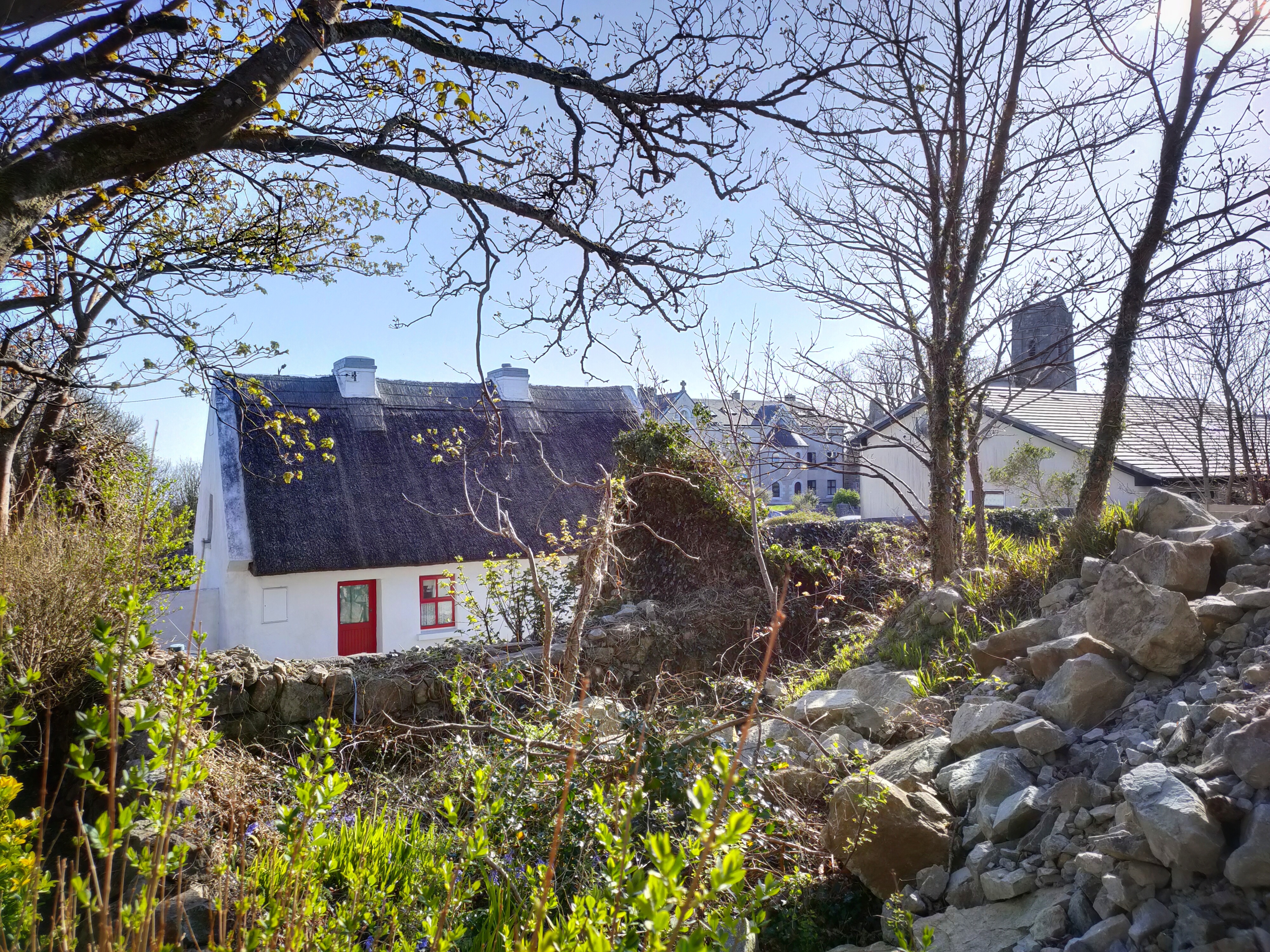
Casa con tetto di paglia davanti alla chiesa principale di An Spidéal

An Spidéal si trova sulla costa, dove le colline calcaree a sud dei Maumturks incontrano l'Oceano Atlantico, in particolare sulla Baia di Galway, per questo il villaggio fa parte della Wild Atlantic Way. Di fronte ad An Spidéal, dall'altra parte della baia oceanica, si trova il Burren, mentre ad ovest chiudono la cornice della vista le isole Aran.

## Origini del nome
Il nome deriva dalla parola irlandese ospidéal, che vuol dire "ospedale", a causa dell'ospedale qui costruito nel Medioevo per gestire i malati di lebbra.

## Monumenti e luoghi d'interesse

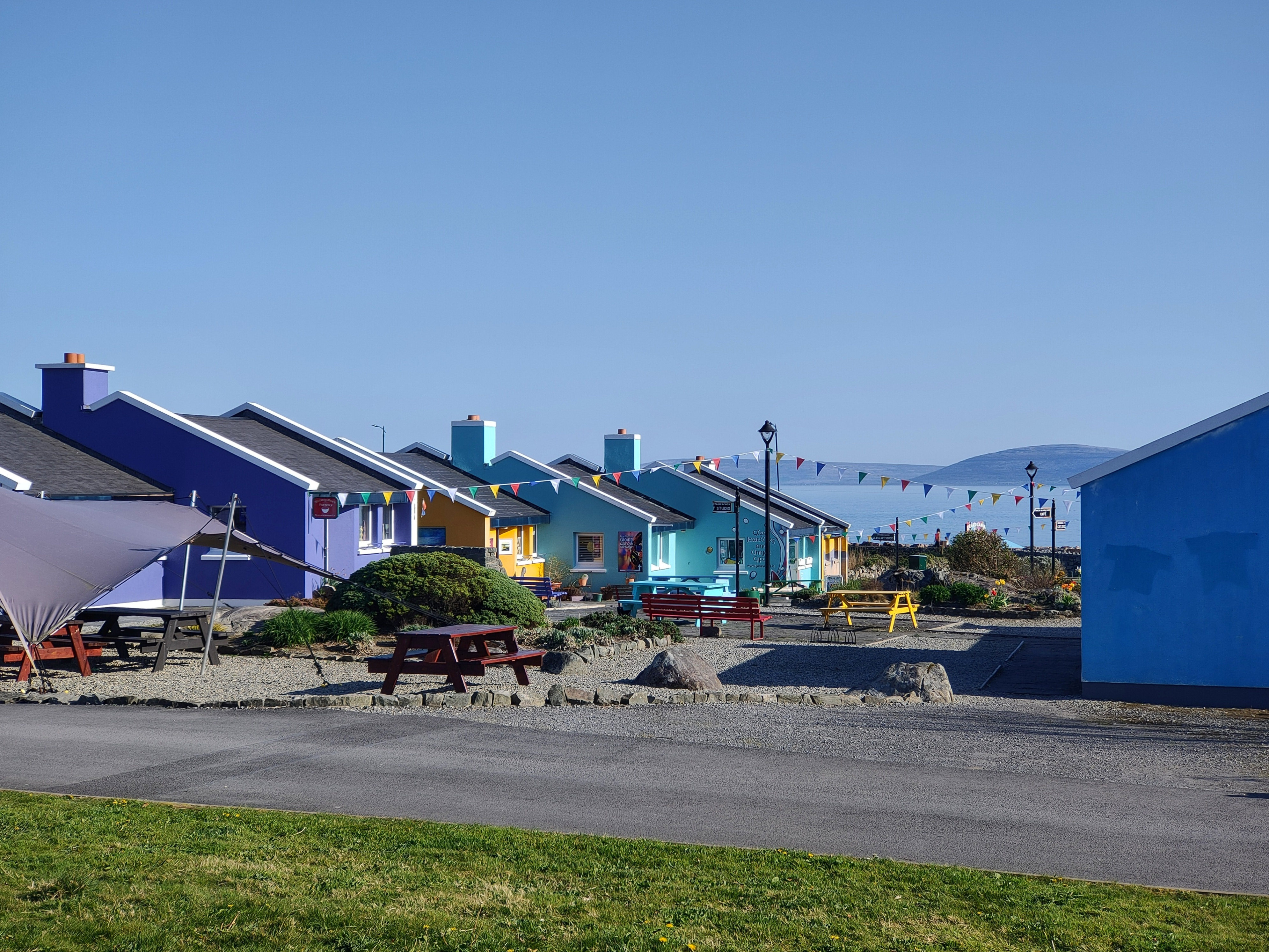
Corte dell'artigianato locale

- Cill Éinde (base del V-VII secolo), cappella paleocristiana dedicata a sant'Enda[5]
- Nuova chiesta di Sant'Enda (XIX secolo)[6]
- Ceardlann, mini villaggio dell'artigianato con botteghe in casette colorate[2]